# Patrick Müller (Leichtathlet)
Patrick Müller (* 4. Februar 1996 in Demmin, Mecklenburg-Vorpommern) ist ein ehemaliger deutscher Leichtathlet, der sich auf das Kugelstoßen spezialisiert hatte und anschließend im Bobsport seine sportliche Laufbahn fortsetzten wollte.

## Berufsweg
Müller war seit 2008 am Sportgymnasium Neubrandenburg und seit 8. August 2015 Polizeimeisteranwärter an der Bundespolizeisportschule Kienbaum, wo er im Februar 2019 seine Ausbildung abschloss.

## Sportliche Karriere
2010 stand Patrick Müller mit 18,03 m und der 4-kg-Kugel auf Platz 1 der DLV-Jahresbestenliste der U16-Jugend.
2011 wurde er als 15-Jähriger mit 17,85 m Deutscher U18-Meister und stand am Jahresende auf Platz 1 der Bestenlisten im Freien bei den U16 mit 20,65 m (4 kg) und den U18 mit 18,03 m der (5 kg) sowie in der Halle bei den U18 mit 17,38 m (5 kg).
2012 wurde Müller Deutscher U18-Winterwurfmeister mit dem Diskus und mit der Kugel Deutscher U18-Vizemeister. Den zweiten Platz belegte er auch in der Jahresbestenliste bei den U18 mit 19,43 m und der 5-kg-Kugel.
2013 startete Müller in das Jahr als Deutscher U20-Hallenmeister und konnte in Donetsk mit persönlicher Bestleistung von 22,02 m U18-Weltmeister werden. Zwei Wochen später wurde er Deutscher U20-Meister. Am Jahresende stand er in den deutschen Bestenlisten auf Platz eins sowohl bei den U18 mit 22,02 m (5 kg) als auch bei den U20 mit 20,10 m (6 kg). In der Halle führte er mit 21,44 m (5 kg) die U18-Liste an und lag mit 19,28 m (6 kg) an zweiter Stelle bei den U20.
2014 begann Müller wieder als Deutscher U20-Hallenmeister und mit persönlicher Bestleistung von 20,63 m. Bei den U20-Weltmeisterschaften in Eugene (Oregon) erreichte er mit 19,00 m den 12. Platz. Keine drei Wochen später wurde Müller Deutscher U20-Meister. Sowohl im Freien (20,51 m) als auch in der Halle (20,63 m) stand er mit der 6-kg-Kugel bei den U20 an erster Stelle der deutschen Jahresbestenliste.
2015 startete er zum dritten Mal in Folge als Deutscher U20-Hallenmeister in die Saison und belegte bei den Deutschen Hallenmeisterschaften den 5. Rang. Bei den U20-Europameisterschaften in Eskilstuna kam er mit 20,48 m auf den 4. Platz und wurde zwei Wochen später zum dritten Mal in Folge Deutscher U20-Meister. Erneut stand Müller am Jahresende an erster Position der deutschen Bestenlisten mit der 6-kg-Kugel bei den U20 im Freien (20,69 m) als auch in der Halle (20,72 m).
2016 erreichte Müller bei den Deutschen Hallenmeisterschaften den 4. Platz. Mit der U23-Mannschaft siegte er beim Winterwurf-Europacup und trug dazu mit einem 2. Platz im Einzel bei. Bronze holte er bei den Deutschen Meisterschaften und wurde anschließend Deutscher U23-Meister. Auch in der höheren Altersklasse U23 und der 7,26-kg-Kugel stand Müller mit 19,25 m an der Spitze der deutschen Jahresbestenliste.
2017 kam er bei den Deutschen Hallenmeisterschaften auf den 5. Platz. Erneut siegte er beim Winterwurf-Europacup mit der U23-Mannschaft, wozu er wieder mit einem 2. Platz im Einzel beitrug. Seinen Deutschen U23-Meistertitel konnte er ebenfalls verteidigen. Die Deutschen Meisterschaften schloss Müller auf dem 4. Rang ab und kam eine Woche später bei den U23-Europameisterschaften auf den 6. Platz. Am Jahresende lag er mit 19,23 m an zweiter Stelle der deutschen U23-Jahresbestenliste.
2018 gelang Müller, nachdem er vom Angleiter zum Drehstoßtechniker umschulte, am 20. Januar bei den Hallen-Landesmeisterschaften Mecklenburg-Vorpommern in Neubrandenburg mit 20,14 m sein erster 20-Meter-Stoß mit der 7,26-kg-Kugel. Bei den Deutschen Hallenmeisterschaften holte er wiederum einen 4. Platz und zum dritten Mal in Folge den 2. Platz beim Winterwurf-Europacup im Einzel.
2019 ließ Müller wegen der anstehenden Prüfungen im Februar zum Ausbildungsabschluss die Hallensaison aus. Bei den Deutschen Meisterschaften blieb er ohne gültigen Versuch, holte sich etwas später jedoch bei den Deutschen Polizeimeisterschaften den Titel. Nachdem er Anfang 2018 in der Halle die 20-Meter-Marke übertroffen hatte, dieser Erfolg aber auch in der zweiten Freiluftsaison ausblieb, war Müller mit seiner Leistungsentwicklung unzufrieden und gab im Spätsommer seinen Rücktritt vom Leistungssport bekannt. Patrick Müller war im Perspektivkader des Deutschen Leichtathletik-Verbandes (DLV).
Im Januar 2021 zog sich Müller auch vom Bobsport zurück, denn ein Bandscheibenvorfall ließ Sport auf hohem Niveau nicht mehr zu.

## Vereinsmitgliedschaften
Müller startete 2019 für den SC DHfK Leipzig. Zuvor war er seit 2008 bei der LG Neubrandenburg (Stammverein SC Neubrandenburg) zu der er vom SV Blau-Weiß 67 Grimmen gekommen war. Trainiert wurde er von Wilko Schaa, Sven Lang, Gerald Bergmann, Torsten Schmidt, Jürgen Schmidt und seiner Mutter Ines Müller.

## Ehrungen
- Eliteschüler des Sports 2013: Für seine Leistungen in dem Jahr von seinen Mitschülern am Sportgymnasium Neubrandenburg zum „Athleten des Jahres“ gewählt.[7][8]

## Trivia
Patrick Müller kommt aus einer sportlichen Familie, seine Mutter ist die Kugelstoßerin Ines Müller, und sein älterer Bruder Hendrik trat ebenfalls beim Kugelstoßen an.

## Bestwerte
Leistungsentwicklung
| Kugel | Halle          | Freiluft       |
| ----- | -------------- | -------------- |
| 2009  |                | 15,13 m (4 kg) |
| 2010  |                | 18,03 m (4 kg) |
| 2011  |                | 20,65 m (4 kg) |
| 2011  | –              | 18,03 m (5 kg) |
| 2012  | 17,87 m (5 kg) | 19,43 m (5 kg) |
| 2012  | –              | 17,61 m (6 kg) |
| 2013  | 21,44 m (5 kg) | 22,02 m (5 kg) |
| 2013  | 19,28 m (6 kg) | 20,10 m (6 kg) |
| 2014  | 20,63 m (6 kg) | 20,51 m (6 kg) |
| 2014  | 18,31 m        | 18,10 m        |
| 2015  | 20,72 m (6 kg) | 20,69 m (6 kg) |
| 2015  | 18,82 m        | 18,99 m        |
| 2016  | 18,66 m        | 19,25 m        |
| 2017  | 18,65 m        | 19,23 m        |
| 2018  | 20,14 m        | 19,49 m        |
| 2019  | –              | 19,57 m        |

Persönliche Bestleistungen
(Stand: 30. Dezember 2019)
Halle (Kugel)
- 21,56 m (5 kg), Neubrandenburg, 22. Dezember 2013
- 20,72 m (6 kg), Rochlitz, 1. Februar 2015
- 20,14 m (7,26 kg), Neubrandenburg, 20. Januar 2018

Freiluft
(Kugel)
- 22,02 m (5 kg), Donetsk, 10. Juli 2013
- 20,69 m (6 kg), Halle (Saale), 16. Mai 2015
- 19,57 m (7,26 kg), Nürnberg, 1. Juni 2019

(Diskus)
- 60,20 m (1,5 kg), Kienbaum, 19. Januar 2013
- 54,00 m (1,75 kg), Halle (Saale), 17. Februar 2013
- 52,19 m (2 kg), Gelenau, 21. Mai 2018

## Erfolge
national
- 2011: Deutscher U18-Meister
- 2012: Deutscher U18-Winterwurfmeister (Diskus)
- 2012: Deutscher U18-Vizemeister
- 2013: Deutscher U20-Hallenmeister
- 2013: Deutscher U20-Meister
- 2014: Deutscher U20-Hallenmeister
- 2014: Deutscher U20-Meister
- 2015: Deutscher U20-Hallenmeister
- 2015: 5. Platz Deutsche Hallenmeisterschaften
- 2015: 7. Platz Deutsche Meisterschaften
- 2015: Deutscher U20-Meister
- 2016: 4. Platz Deutsche Hallenmeisterschaften
- 2016: 3. Platz Deutsche Meisterschaften
- 2016: Deutscher U23-Meister
- 2017: 5. Platz Deutsche Hallenmeisterschaften
- 2017: Deutscher U23-Meister
- 2017: 4. Platz Deutsche Meisterschaften
- 2018: 4. Platz Deutsche Hallenmeisterschaften
- 2019: Deutscher Polizeimeister

international
- 2013: U18-Weltmeister
- 2014: 12. Platz U20-Weltmeisterschaften
- 2015: 4. Platz U20-Europameisterschaften
- 2016: Sieger Winterwurf-Europacup (U23-Mannschaft)
- 2016: 2. Platz Winterwurf-Europacup (U23-Kugelstoßen)
- 2017: Sieger Winterwurf-Europacup (U23-Mannschaft)
- 2017: 2. Platz Winterwurf-Europacup (U23-Kugelstoßen)
- 2017: 6. Platz U23-Europameisterschaften
- 2018: 2. Platz Winterwurf-Europacup (U23-Kugelstoßen)